# Espécie indicadora
Espécies indicadoras são aquelas capazes de fornecer informações sobre os ambientes que ocupam, desde dados sobre as condições ambientais até mudanças causadas por algum tipo de desequilíbrio (poluição, doenças, mudanças climáticas, etc.). Um grupo é considerado indicador biológico quando apresenta sua taxonomia, ciclo de vida e biologia bem conhecidos e possuir características de ocorrência em diferentes condições ambientais ou serem restritos a certas áreas. Além disso, deve apresentar sensibilidade a determinados atributos do habitat. Logo, a bioindicação trata-se do reconhecimento do efeito de um fator ambiental, que é visível através da reação das espécies indicadoras. Ou seja, estas espécies são avaliadas por meio da sua presença/ausência, condição relativa de abundância, sucesso reprodutivo, entre outros fatores.
Graças a estas características, as espécies indicadoras podem ser usadas como medidas para diagnosticar um sistema. Porém, deve-se tomar cuidado ao usá-las como ferramentas, pois não se pode julgar um ecossistema com base na resposta de uma única espécie indicadora, pois isso levaria a ignorar outros fatores importantes, muitas vezes visíveis em outras espécies indicadoras.
Por isso, os chamados bioindicadores podem ser espécies ou grupos de espécies ou comunidades biológicas com funções vitais estreitamente relacionadas.

## Categorias de espécies indicadoras
As espécies indicadoras podem ser agrupadas em categorias:
- Espécies sentinelas,que são introduzidas para indicar níveis de degradação e prever ameaças ao ecossistema.
- Espécies detectoras: são espécies locais que respondem a mudanças ambientais de forma mensurável.
- Espécies exploradoras: são aquelas que reagem positivamente a uma perturbação.
- Espécies acumuladoras: permitem a verificação de bioacumulação.
- Espécies sensíveis, que modificam acentuadamente o seu comportamento.

## Espécies indicadoras em ambientes aquáticos

### Dulciaquícolas
Espécies indicadoras de vários grupos distintos são utilizadas para indicar distúrbios ambientais em cursos d’água. Um bom exemplo são as briófitas, que em ecossistemas aquáticos, possuem um alto potencial para a bioindicação, principalmente em casos de contaminação por metais pesados. As briófitas, especialmente os musgos (devido a ausência de cutícula) apresentam uma alta capacidade de acumular estes compostos. A análise do teor de metais pesados neste grupo tem baixo custo e ao mesmo tempo proporciona uma uma grande precisão nos resultados e exige menos tempo do que uma análise direta da água. É comum ocorrer contaminação de rios próximos a áreas utilizadas para agricultura, visto que em muitos casos, os agrotóxicos são carreados para os rios através da água da chuva. Peixes podem servir como indicadores da presença de contaminantes nos cursos d’água. Foram testados os efeitos causados pelo Endosulfan, um inseticida já banido na Europa e nos Estados Unidos, sobre órgãos do Piaractus mesopotamicus, o Pacu. Mesmo em pequenas concentrações, este pesticida causou lesões nos órgãos dos peixes. Sendo assim, sua análise torna possível a constatação ao menos da presença deste contaminante, o que os torna bioindicadores de contaminação.
Insetos, como as libélulas (ordem Odonata) e os efemérideos (ordem Ephemeroptera), são grupos considerados bons indicadores ambientais, pois esses insetos passam sua fase jovem (ninfa) na água, sendo essa a fase mais longa do seu ciclo de vida. A grande maioria das espécies destes grupos funcionam como bioindicadores de qualidade da água, já que necessitam de condições específicas para completarem seu ciclo de vida. Algumas espécies de Odonata indicam tipos específicos de alterações, como por exemplo, Hetaerina sp., cuja presença em determinado ambiente indica alteração na vegetação ciliar.
A abundância de espécies diferentes de Oligochaeta aquáticos pode ser uma boa indicação da poluição da água e o seu aumento está relacionado com condições anóxicas.
O aguapé, Eichhornia sp., é um indicador de águas poluídas, está espécie não consegue crescer em águas puras. Como exemplos os rios de águas claras e os rios de águas negras do Amazonas o aguapé não prolifera como o faz nos rios da Flórida, Mississipi, Louisiana ou em nossos rios poluídos. Com um crescimento rápido devido ao eficiente aproveitamento de energia solar e nutrientes. Sua taxa de crescimento é utilizada para indicação biológica do grau de poluição do curso d´água.
Os organismos aquáticos, principalmente invertebrados, são os que melhor respondem às mudanças das condições ambientais. Ambientes fortemente impactados mostram poucas espécies, que se estiverem bem adaptadas, podem exibir ótimo desenvolvimento e o monitoramento de estações a montante e a jusante da fonte poluidora, pode identificar as conseqüências ambientais para a qualidade de água e saúde do ecossistema aquático.

### Marinhas
Em praias com costões rochosos, as espécies indicadoras mais comuns são moluscos bivalves, como o mexilhão Mytella falcata (sururu) e a ostra Cassostrea rhizophorae. Estes organismos se alimentam através da filtração de matéria orgânica e de plâncton, o que os torna úteis como bioindicadores no monitoramento de poluição por metais pesados, devido à capacidade de acumulação destes metais em seus tecidos. Nas praias arenosas, destaca-se a presença do molusco bivalve Donax sp. e do caranguejo Ocypode quadrata, sendo que este último apresenta reduções populacionais geradas por impactos antropogênicos em praias arenosas.

### Estuarinas
Nos ecossistemas estuarinos, as espécies vegetais dos gêneros Rhizophora, Avicennia e Laguncularia, podem também, a princípio, apresentar a função de bioindicadoras de poluição por metais pesados. A ausência ou a redução na densidade de larvas planctônicas ( poliquetas e larvas véliger de moluscos ) durante o recrutamento larval pode indicar a ação de extressores tanto no bentos como na coluna d’agua. Se houver alterações nas condições do estuário, a produção, sobrevivência e posteriormente o recrutamento das larvas ficam comprometidos.

## Espécies indicadoras em ambientes terrestres
Existem vários grupos biológicos capazes de nos fornecer informações sobre a qualidade dos ambientes terrestres: insetos, aves, mamíferos, etc.  Eles podem ser indicadores ecológicos para mudanças climáticas, alterações no habitat, fragmentação, poluição entre outros fatores. Dentro da classe dos insetos por exemplo, alguns taxa são evidentemente bons bioindicadores.
Na ordem Diptera, a família Syrphidae é considerada como um bom bioindicador, pois possuem uma ampla distribuição em ecossistemas terrestres e são facilmente identificadas. A sua população pode ser reduzida pelo uso de agrotóxicos na agricultura e outros tipos de poluição.
Dentre os besouros destacam-se as famílias Carabidae, Elateridae, Cerambycidae, Chrysomelidae, Scarabaeidae, Staphylinidae e Curculionidae, todas com alto potencial com base nos critérios propostos para esta categoria.
Os besouros da família Carabidae, são bons indicadores de temperatura e umidade, além de serem indicadores da ecologia de campos aráveis ). Os besouros desta família também são considerados indicadores do impacto de cultivos, sendo afetados pela agricultura intensiva, controle mecanizado de ervas daninhas e pelo fogo. Através da análise do tamanho de adultos de Poecilus cupreus (Carabidae) por exemplo, é possível indicar inclusive a presença de metais pesados como Zinco e Cádmio no ambiente, visto que nestas condições, ocorre redução do seu tamanho corporal.
Os besouros da família Scarabaeidae, conhecidos popularmente como 'rola-bosta', também são considerados ótimos indicadores de qualidade ambiental nos ecossistemas terrestres, principalmente nas regiões tropicais. Devido a sua grande sensibilidade às atividades antrópicas, esse besouros são amplamente utilizados em pesquisas avaliando os impactos da degradação florestal na biodiversidade tropical.
As comunidades de Staphylinidae são comumente usadas para avaliação de ambientes perturbados pelo homem, seja pela utilização de fertilizantes e pesticidas ou pela fragmentação de áreas florestadas. Alguns estudos com diversos grupos de artrópodes de solo mostram que muitos Staphylinidae podem ser úteis como indicadores de poluição radioativa.	
Os Anelídeos são considerados bons bioindicadores de distúrbios do solo, pois por meio de seu deslocamento e ingestão de solo ou serrapilheira contaminados, estes organismos entram em contato com poluentes, que podem ser absorvidos por contato direto e passagem pela cutícula. Através dessa exposição, as minhocas podem se intoxicar, morrer ou bioacumular estes poluentes. Diversos estudos mostram que determinadas espécies de minhocas reagem de maneira diferente a diferentes tipos de poluentes, sendo usadas por exemplo como bioindicadores de agrotóxicos. Minhocas da espécie Eisenia andrei,  quando submetidas a doses subletais do herbicida Terbutilazina, apresentam crescimento e produção de casúlos em número superior ao normal. Em contrapartida, o inseticida Carbofuran inibe estes aspectos.
As aves também são utilizadas como bioindicadores, pois algumas espécies são sensíveis a fragmentação de habitat. As aves também tem se mostrado indicadores de poluição muito úteis, principalmente as aves de rapina para ambientes terrestres, isto porque estas aves estão no topo ou quase no topo de suas cadeias alimentares. Isso significa que durante toda sua vida vão acumulando em seus corpos poluentes presentes nos alimentos e na água que ingerem.

## Espécies indicadoras da qualidade do ar
Dos grupos de organismos indicadores de qualidade do ar, os líquens são os mais conhecidos. Eles são uma associação (simbiose) entre um fungo e uma micro alga, e que são muito sensíveis aos efeitos dos poluentes, uma vez que absorvem eficientemente todos os nutrientes que necessitam diretamente da atmosfera. Esta eficiência tornou-se um problema para algumas espécies, pois em locais poluídos, também absorvem e bioacumulam poluentes que provocam sua morte. Deste modo, as espécies mais sensíveis desaparecem dos locais mais poluídos. Por este motivo o mapeamento da biodiversidade dos líquens permite determinar a qualidade geral do ar numa região.
As plantas também são muito utilizadas como indicadores de poluição atmosférica, pois em decorrência de perturbações ambientais sofrem alterações. As alterações mais comuns são: o aumento ou a diminuição na produção de algumas enzimas, alterações genéticas, alterações quantitativas e qualitativas de metabólitos, aumento na concentração de hormônios vegetais relacionados ao estresse, aumento ou diminuição da respiração, distúrbios  na fotossíntese, alterações na abertura e no fechamento estomático. Consequentemente estas alterações levam à sintomas como clorose e necrose em tecidos e órgãos, que podem evoluir, levando o indivíduo à morte. As plantas indicadoras são classificadas em quatro grandes grupos: Bioindicadoras – plantas que apresentam sintomas visíveis como necroses, cloroses e distúrbios fisiológicos, tais como redução no crescimento, redução no número e diâmetro das flores (ex: Nicotiana tabacum e Ipomea tricolor apresentam sintomas visíveis e são consideradas bioindicadoras de O3). Biosensoras – plantas que reagem aos efeitos dos poluentes aéreos com efeitos não visíveis, apresentando alterações moleculares, celulares, fisiológicas e bioquímicas (ex: Tradescantia pallida Purpurea apresentam quebras cromossômicas nas células-mãe de grãos de pólen). Bioacumuladoras – plantas que também não apresentam sintomas visíveis, e são menos sensíveis aos poluentes aéreos, porém acumulam partículas de poeira e gases dentro dos seus tecidos (ex: Brassica oleracea acephala acumula em seus tecidos hidrocarbonetos policíclicos aromáticos. Lolium multiflorum ssp italicum acumula metais pesados e enxofre ). Biointegradoras – aquelas que indicam o impacto da poluição por intermédio do aparecimento, desaparecimento ou mudança na densidade da população ou até de  comunidades apresentando sintomas foliares nas folhas da superfície superior (ex: Em florestas de regiões temperadas Rumex sp são consideradas sensíveis ao ozônio).